# Campeonato Mundial de Naciones Emergentes de 2018
El Campeonato Mundial de Naciones Emergentes 2018 fue la tercera edición del Campeonato Mundial de Naciones Emergentes de Rugby League.

## Equipos
- Filipinas
- Grecia
- Hong Kong
- Hungría
- Islas Salomón
- Japón
- Malta
- Niue
- Polonia
- Turquía
- Vanuatu

## Fase de grupos

### Grupo A
| Equipo    | Encuentros | Encuentros | Encuentros | Encuentros | Tantos  | Tantos    | Tantos     | Puntos |
| Equipo    | jugados    | ganados    | empatados  | perdidos   | a favor | en contra | diferencia | Puntos |
| --------- | ---------- | ---------- | ---------- | ---------- | ------- | --------- | ---------- | ------ |
| Niue      | 2          | 2          | 0          | 0          | 50      | 28        | +22        | 4      |
| Malta     | 2          | 1          | 0          | 1          | 52      | 36        | +26        | 2      |
| Filipinas | 2          | 0          | 0          | 2          | 22      | 60        | −38        | 0      |

Nota: Se otorgan 2 puntos al equipo que gane un partido, 1 al que empate y 0 al que pierda.
|  | Clasifica a semifinales de copa   |
|  | Clasifica a semifinales de trofeo |
|  | Clasifica al torneo de plata      |

### Grupo B
| Equipo  | Encuentros | Encuentros | Encuentros | Encuentros | Tantos  | Tantos    | Tantos     | Puntos |
| Equipo  | jugados    | ganados    | empatados  | perdidos   | a favor | en contra | diferencia | Puntos |
| ------- | ---------- | ---------- | ---------- | ---------- | ------- | --------- | ---------- | ------ |
| Hungría | 2          | 2          | 0          | 0          | 38      | 21        | +7         | 4      |
| Grecia  | 2          | 1          | 0          | 1          | 56      | 20        | +36        | 2      |
| Vanuatu | 2          | 0          | 0          | 2          | 13      | 56        | −43        | 0      |

Nota: Se otorgan 2 puntos al equipo que gane un partido, 1 al que empate y 0 al que pierda.
|  | Clasifica a semifinales de copa   |
|  | Clasifica a semifinales de trofeo |
|  | Clasifica al torneo de plata      |

### Grupo C
| Equipo        | Encuentros | Encuentros | Encuentros | Encuentros | Tantos  | Tantos    | Tantos     | Puntos |
| Equipo        | jugados    | ganados    | empatados  | perdidos   | a favor | en contra | diferencia | Puntos |
| ------------- | ---------- | ---------- | ---------- | ---------- | ------- | --------- | ---------- | ------ |
| Polonia       | 2          | 2          | 0          | 0          | 120     | 12        | +108       | 4      |
| Turquía       | 2          | 2          | 0          | 0          | 90      | 22        | +68        | 4      |
| Islas Salomón | 2          | 1          | 0          | 1          | 54      | 42        | +12        | 2      |
| Hong Kong     | 2          | 0          | 0          | 2          | 18      | 94        | −76        | 0      |
| Japón         | 2          | 0          | 0          | 2          | 6       | 118       | −112       | 0      |

Nota: Se otorgan 2 puntos al equipo que gane un partido, 1 al que empate y 0 al que pierda.
|  | Clasifica a semifinales de copa   |
|  | Clasifica a semifinales de trofeo |
|  | Clasifica al torneo de plata      |

### Copa de Plata
| Equipo        | Encuentros | Encuentros | Encuentros | Encuentros | Tantos  | Tantos    | Tantos     | Puntos |
| Equipo        | jugados    | ganados    | empatados  | perdidos   | a favor | en contra | diferencia | Puntos |
| ------------- | ---------- | ---------- | ---------- | ---------- | ------- | --------- | ---------- | ------ |
| Islas Salomón | 2          | 2          | 0          | 0          | 100     | 36        | +64        | 4      |
| Japón         | 2          | 1          | 0          | 1          | 54      | 74        | - 20       | 2      |
| Hong Kong     | 2          | 0          | 0          | 2          | 44      | 88        | -44        | 0      |

Nota: Se otorgan 2 puntos al equipo que gane un partido, 1 al que empate y 0 al que pierda.
|  | Ganador Copa de plata |

### Trofeo
|  | Semifinales | Semifinales |         |           | Final | Final |  |
|  |             |             |         |           |       |       |  |
|  |             |             |         |           |       |       |  |
|  | Filipinas   | 29          |         |           |       |       |  |
|  | Filipinas   | 29          |         |           |       |       |  |
|  | Turquía     | 16          |         |           |       |       |  |
|  | Turquía     | 16          |         | Filipinas | 10    |       |  |
|  |             |             |         | Filipinas | 10    |       |  |
|  |             |             | Polonia | 14        |       |       |  |
|  | Polonia     | 44          | Polonia | 14        |       |       |  |
|  | Polonia     | 44          |         |           |       |       |  |
|  | Vanuatu     | 4           |         |           |       |       |  |
|  | Vanuatu     | 4           |         |           |       |       |  |
|  |             |             |         |           |       |       |  |

### Copa
|  | Semifinales | Semifinales |       |      | Final | Final |  |
|  |             |             |       |      |       |       |  |
|  |             |             |       |      |       |       |  |
|  | Niue        | 16          |       |      |       |       |  |
|  | Niue        | 16          |       |      |       |       |  |
|  | Grecia      | 8           |       |      |       |       |  |
|  | Grecia      | 8           |       | Niue | 16    |       |  |
|  |             |             |       | Niue | 16    |       |  |
|  |             |             | Malta | 24   |       |       |  |
|  | Malta       | 20          | Malta | 24   |       |       |  |
|  | Malta       | 20          |       |      |       |       |  |
|  | Hungría     | 10          |       |      |       |       |  |
|  | Hungría     | 10          |       |      |       |       |  |
|  |             |             |       |      |       |       |  |